# Hammarby Fotboll (damer)
Hammarby Fotboll (dam), tidigare namngett Hammarby IF DFF och i folkmun kallat “Bajen” 
är damfotbollssektionen i Alliansföreningen Hammarby IF och bildades 1970. Laget har vunnit två SM-guld (1985, 2023) och fyra cupguld (1994, 1995, 2023, 2025) och ligger på andra plats i maratontabellen för svensk fotbolls högsta damfotbollserie samt en femteplats i Damallsvenskan maratontabell. Hammarby spelar sedan 2021 i Damallsvenskan och innehar ett delat rekord för längsta sejour i ligan. Laget spelar sina matcher på Hammarby IP samt större matcher på 3Arena (tidigare Tele2 Arena) och innehar svensk damfotbolls publikrekord. 

## Historia
Hammarby IF:s damfotbollsgren bildas 1970 och var en av de första damfotbollsföreningarna i Sverige, endast ett år efter det första damseriespelet började i Stockholm. Detta på initiativ från antingen ungdomsledaren och första huvudtränaren, Christer Molander, eller ett 20-tal fotbollsintresserade handbollsspelare från Örby våren 1969.
Under den första säsongen i seriespelet hamnade laget på en tredjeplats. När Sveriges damlandslag spelade sin första officiella landskamp, den 25 augusti 1973 mot Finland, deltog fyra spelare från Hammarby. Dessa var Gun Hellestig, Ingalill Arvling, Ann Jansson och Birgitta Johansson. Jansson kom att göra Sveriges första officiella damlandslagsmål. Året därpå, 1974, tog sig Hammarby till den andra upplagan av SM-finalen, men förlorade med 1-0 mot Jitex BK. 1977 kom laget på andra plats i grundserien och tog sig till SM-final för andra gången, men förlorade mot rivalen Jakobsbergs GoIF. 1978 vann de grundspelsserien och tog sig till en andra raka SM-final, motståndarna var Öxabäcks IF från Västergötland, men även den förlorades. Samma år gjorde laget sin första utlandsturné under en turnering i Bruchsal, Västtyskland.
1981 tog sig Hammarby till den allra första svenska cupfinalen någonsin på damsidan. Matchen som spelades hemma på Söderstadion, förlorades på straffar mot Pia Sundhages Jitex BK. Även åren därpå skulle Hammarby gå till cupfinal men förlorade, först igen mot Jitex i cupen 1982 och mot Sunnanå SK 1983. Under samma år tog de sig till SM-final, först mot Sunnanå och året därpå mot Öxabäck, men båda förlorades.  1984 var två Bajendamer, Ann Jansson och Doris Uusitalo, var med och vann Sveriges första och hittills enda EM-guld landslaget.
Efter fem finaler på damsidan var det dags. 1985 vann Hammarby sitt första SM-guld i fotbollssektionen. Vägen till finalen tog många svängar och i semifinalerna mot Öxabäck kunde man vända 0-3 från första matchen till 4-0 på förlängning i returmatchen. SM-finalerna som spelades mot GAIS, vanns med 4-0 på hemmaplan och sedan 3-2 i returmatchen i Göteborg. Bajens Anette “Silen” Nilsson vann skytteligan med samtliga 19 mål.
Följande år vann Hammarby damernas inofficiella Europacup efter finalen mot det franska laget, VGA Saint Maur, med 3-2 i Menton, Frankrike. 1988 slogs landets högstadivisioner ihop till en allsvensk liga och Hammarby kvalificerade sig för spel i invigningssäsongen av Damallsvenskan med två poängs marginal. Som ensamt Stockholmslag hamnade Hammarby på en åttonde plats under Damallsvenskans första säsong. Året 1990 påbörjade Pia Sundhage sin sjuåriga och andra sejour med Hammarby, och var året därpå som ensam Bajare med och tog VM-brons med damlandslaget.
1995 vann Hammarby för första gången svenska cupen efter tre raka finalförluster på 80-talet. Efter finalen som slutade 2-1 mot Gideonsbergs IF fick de lyfta den efterlängtade bucklan. Den damallsvenska säsongen slutade på andra plats för Hammarby. Bajens Kristin Bengtsson utsågs till damallsvenskans bästa spelare och tog hem diamantbollen.
Säsongen därpå försvarade Hammarby cuptiteln efter 1-0-vinsten i finalen mot Älvsjö AIK. Tre bajare, Pia Sundhage, Kristin Bengtsson och Anneli Olsson, representerade damlandslaget när Sverige tog EM-silver. Under säsongerna 1996-1998 var Hammarby topp 5 i tabellen. 1999 blev Hammarby IF en alliansförening, idrotterna blev uppdelade i sektioner och fotbollen har sedan dess varit sin egen.
Säsongen 2001 var ingen succé för Hammarby. Laget var under hela säsongen med i bottenstriden, men klarade sig över bottenstrecket med två poäng till godo. 2003 var laget åter på banan och knep en fjärdeplats i tabellen. Samma år var Salina Olsson som ensam bajare med och tog damlandslaget hittills enda VM-silver, och Pia Sundhage blev som första kvinna, invald i Svensk fotbolls Hall of Fame. Följande säsonger slutade Hammarby på nedre halvan av tabellen och var flertalet gånger med i bottenstriden. Under säsongen 2007 hade laget inte säkrat ett nytt allsvenskt kontrakt med fyra omgångar kvar, men efter nio poäng på de fyra sista matcherna klarade sig Bajen över nedflyttningsstrecket med sju poäng. Hammarby lyckades hålla sig borta från nedflyttning med ett poäng säsongen 2010, efter en 1-0-vinst i den avgörande säsongsfinalen mot bottenlaget AIK. Efter säsongen 2011 hamnade Hammarby under nedflyttningsstrecket och blev för första gången nedflyttad från Sveriges högsta division. Sejouren i Allsvenskan 1988-2011 är fortsatt en av de två längsta i ligans historia.
Inför Hammarbys första säsong utanför Damallsvenskan lämnade majoriteten av truppen laget och istället värvades många unga spelare in, bland andra den evigt Bajen-trogne Ellen Gibson. Målet för säsongen var att hamna på övre halvan av tabellen för att kvalificera sig till invigningsäsongen av den nya andradivisionen, Elitettan, vilket laget lyckades med. Under säsongen 2014 hamnade laget på en andraplats i Elitettan som betydde uppflyttning.  Efter tre säsonger borta från Damallsvenskan skulle Hammarby hitta hem.
Hemmavistelsen varade inte länge. Efter säsongen 2015 landade laget på en elfteplats och blev nedflyttade till Elitettan. Efter en säsong i andradivisionen slutade Hammarby återigen på en andraplats och blev på nytt uppflyttade tillbaka till allsvenskt spel. Trots att laget klarade att hålla sig uppe i Damallsvenskan för första gången sedan 2010, så hamnade de på en elfteplats och nedflyttning för tredje gången på fem år, efter säsongen 2018. Tillbaka i Elitettan landade laget trea i tabellen och säsongen därpå stred sig Hammarby till en andraplats och kvalificerade sig för en fjärde sejour i Damallsvenskan med elva poängs marginal.
Hammarby slutade på en sjunde plats efter den händelserika säsongen 2021. I Stockholmsderbyt mot AIK, hemma på Tele2 Arena, krossades även damfotbollens publikrekord med samtliga 18 537 åskådare. Efter säsongen prisades kaptenen Alice Carlsson med “Ungdomarnas pris” och Emilia Larsson som “Årets genombrott”. Säsongen därpå hamnade Hammarby på en femteplats i tabellen, den högsta för laget sedan 2004. Matilda Vinberg utsågs till “årets genombrott” och Emilia Larsson gjorde “Årets mål” i Damallsvenskan.
Säsongen 2023 började starkt för Hammarby. Laget kvalificerade sig till final i svenska cupen efter en 4-1-vinst mot Piteå IF. Cupfinalen som spelades hemma på Tele2 Arena mot BK Häcken, vanns med 3-0, och var klubbens första guld sedan 1995. Bajarna Madelen Janogy och Jonna Andersson var med och representerade Sverige när landslaget bärgade hem ett VM-brons under sommaruppehållet. Inför höstsäsongen låg Hammarby efter Linköping FC och BK Häcken i tabellen. Efter en stark andra halva av säsongen och ständigt växlande ligaledare, var det inför den näst sista omgången som Hammarby skulle spela en “vinna-eller-försvinna” seriefinal mot Häcken, där den sistnämnde låg tre poäng före Bajen i tabellen. Matchen spelades på Tele2 Arena inför 15 033 åskådare och vanns av hemmalaget som då tog tabell-ledningen på målskillnad. Inför den avgörande sista omgången av säsongen intog tusentals Hammarbysupportrar Norrköping och liganian IFK Norrköping. Efter en rysarmatch och två mål av Madelen Janogy, tog Bajen sitt andra SM-guld och fullföljde sin första “dubbel”, två guld under en säsong. Efter säsongen prisades Matilda Vinberg med “Årets mål”, tränaren Pablo Piñones-Arce med “Årets tränare”,  Madelen Janogy med “Sportbladets hederspris” och “Årets anfallare” samt Anna Tamminen med “Årets målvakt” och “Årets mest värdefulla spelare”.

## Arenor
Damlaget spelar sina hemmamatcher på Hammarby IP (kallat Kanalplan) som delas med HTFF, Hammarby herrs talangförening, och har en kapacitet på 3100 åskådare.  Tidigare spelade man på Zinkensdamms IP. Vid speciella tillfällen, såsom Stockholmsderbyn och avgörande matcher, på Tele2 Arena sedan 2015. Den 10 oktober 2021, satte Hammarby damallsvenskt publikrekord i vinsten mot AIK på arenan, då 18 537 åskådare såg matchen. Det tidigare rekordet var från 2008 och låg på 9 413 åskådare då Umeå IK gästade Linköping FC.

### Matcher på Tele2 Arena
| Publiksiffra | Deltagare                             | Evenemang      | Datum             | Not.                       | Ref.   |
| ------------ | ------------------------------------- | -------------- | ----------------- | -------------------------- | ------ |
| 1 619        | Hammarby IF - Mallbackens IF (3-1)    | Damallsvenskan | 11 april 2015     |                            | [ 60 ] |
| 18 537       | Hammarby IF - AIK (4-1)               | Damallsvenskan | 10 oktober 2021   | Rekord i svensk damfotboll | [ 61 ] |
| 7 877        | Hammarby IF - Eskilstuna United (0-2) | Damallsvenskan | 26 mars 2022      |                            | [ 62 ] |
| 6 125        | Hammarby IF - Vittsjö GIK (2-0)       | Damallsvenskan | 26 mars 2023      |                            | [ 63 ] |
| 12 830       | Hammarby IF - Djurgårdens IF (1-0)    | Damallsvenskan | 10 september 2023 |                            | [ 64 ] |
| 17 623       | Hammarby IF - BK Häcken (3-0)         | Svenska cupen  | 6 juni 2023       | Cuprekord för damer        | [ 65 ] |
| 15 033       | Hammarby IF - BK Häcken (3-2)         | Damallsvenskan | 5 november 2023   | Ligasäsongens högsta       | [ 66 ] |

## Supportrar
Hammarby är välkända för sina tongivande och trogna fans både på hemma- och bortamatcher. Hammarbys supperstöd hyllas av damallsvenska profiler för energin, inramningen och stämningen när Bajen spelar. De tre matcher som har haft mest åskådare i Damallsvenskans historia har varit när Hammarby spelat hemma på Tele2 Arena. Dessutom innehar Bajen publikrekordet i svenska cupen på damsidan, när laget tog guld 2023. Bajen Fans är en fristående supporterförening till Hammarby och är Nordens största. Supporterföreningen har länge stöttat damlaget och var bland annat dräkt- och arenapartner under säsongen 2018. 
Säsongen 2023 var ett lyckat publikår för Hammarby. Klubben vann hela publikligan, det vill säga högsta publiksnittet på hemma- och bortamatch i snitt. Hammarby hade genomsnitt på 4043 åskådare per hemmamatch, vilket var mer än dubbelt så många mot tvåan IFK Norrköping. Laget lockade fler åskådare än fyra lag i allsvenskan och mer än 14 av 16 lag i herrarnas Superettan.
När Hammarby spelade i Women's Champions League hösten 2024 så fick Hammarbys supportrar internationell uppmärksamhet när över 700 Hammarby-supportrar var på plats i Manchester för att stötta laget i en gruppspelsmatch mot Manchester City.

## Spelare

### Truppen
| Nummer      | Land      | Spelare                       | Födelsedatum      | Kom från                       | Moderklubb     |           |
| Målvakter   | Målvakter | Målvakter                     | Målvakter         | Målvakter                      | Målvakter      | Målvakter |
| ----------- | --------- | ----------------------------- | ----------------- | ------------------------------ | -------------- | --------- |
| 1           | Finland   | Anna Tamminen                 | 30 oktober 1994   | Åland United                   | Turun Pyrkivä  |           |
| 28          | Sverige   | Josephine Frigge              | 3 oktober 1993    | IF Brommapojkarna              | Borgeby FK     |           |
| 29          | Sverige   | Moa Edrud                     | 14 maj 2000       | LSK Kvinner FK (Lillestrøm SK) | Holmalunds IF  |           |
| Försvarare  |           |                               |                   |                                |                |           |
| 2           | Finland   | Eva Nyström                   | 29 november 1999  | Umeå IK                        | Viikingit      |           |
| 3           | Sverige   | Lotta Ökvist                  | 17 februari 1997  | BK Häcken                      | Piteå IF       |           |
| 4           | Norge     | Thea Sørbo                    | 28 mars 2003      | Nessoden IF                    | Kolbotn IL     |           |
| 5           | Danmark   | Simone Boye Sørensen          | 3 mars 1992       | Arsenal                        | Jernløse IF    |           |
| 14          | Sverige   | Bella Andersson               | 12 juni 2006      | Egen akademi                   | Ösmo GIF       |           |
| 17          | Sverige   | Stina Lennartsson             | 4 april 1997      | Linköping FC                   | Bäckseda IF    |           |
| 18          | Sverige   | Alice Carlsson                | 15 september 1995 | IF Brommapojkarna              | Hyssna IF      |           |
| 25          | Sverige   | Jonna Andersson               | 2 januari 1993    | Chelsea FC Women               | Mjölby AI      |           |
| 31          | Sverige   | Smilla Holmberg               | 11 oktober 2006   | Egen akademi                   | Hammarby IF    |           |
| Mittfältare |           |                               |                   |                                |                |           |
| 6           | Sverige   | Julia Roddar                  | 16 februari 1992  | Washington Spirit              | Slätta SK      |           |
| 7           | Norge     | Emilie Joramo                 | 13 januari 2002   | Rosenborg Ballklub Kvinner     | Rennebu        |           |
| 8           | Sverige   | Ellen Gibson                  | 28 april 1996     | Santa Clara University         | Hammarby IF    |           |
| 10          | Schweiz   | Smilla Vallotto               | 20 mars 2004      | Stabæk                         | Viking         |           |
| 15          | Sverige   | Lykke Ihrfelt                 | 31 mars 2006      | Sverige                        | Egen akademi   |           |
| 23          | Sverige   | Emma Westin                   | 24 november 1998  | University of California       | Boo FF         |           |
| 41          | Norge     | Julie Blakstad                | 27 augusti 2001   | Manchester City                | Ottestad       |           |
| Anfallare   |           |                               |                   |                                |                |           |
| 9           | Norge     | Anna Jøsendal                 | 29 april 2001     | Rosenborg Ballklub Kvinner     | Odda FK        |           |
| 11          | Sverige   | Ellen Wangerheim              | 1 september 2004  | Egen akademi                   | Saltsjö-Boo IF |           |
| 20          | Norge     | Vilde Hasund                  | 27 juni 1997      | Sandviken                      | Åheim          |           |
| 21          | Norge     | Sara Kanutte Fornes (utlånad) | 1 december 2001   | Rosenborg BK                   | Gossen IL      |           |
| 22          | Sverige   | Klara Folkesson               | 28 mars 2000      | IK Uppsala Fotboll             | Jitex BK       |           |

### U19-truppen
| Nr | Land | Pos | Namn                           |
| -- | ---- | --- | ------------------------------ |
| -  |      | MV  | Ida Frodestedt (-07)           |
| -  |      | MV  | Nellie Markovic (-06)          |
| -  |      | MV  | Leia Jutterström (-06)         |
| -  |      | F   | Julia Krantz (-06)             |
| -  |      | F   | Tilda Fällström Dalenius (-06) |
| -  |      | F   | Alva Rosenbom (-06)            |
| -  |      | MF  | Ida Gagnfors (-06)             |
| -  |      | MF  | Michelle Borg (-06)            |
| -  |      | MF  | Uma Hammarstrand (-06)         |
| -  |      | MF  | Alice Wehinger (-06)           |

| Nr | Land | Pos | Namn                          |
| -- | ---- | --- | ----------------------------- |
| -  |      | MF  | Ebba Lilliehöök (-05)         |
| -  |      | A   | Carmen Cernjul (-07)          |
| -  |      | A   | Josefin Göras Gualtieri (-06) |
| -  |      | A   | Maya Hedman (-06)             |
| -  |      | A   | Sonja Windahl (-06)           |
| -  |      | A   | Elli Tsilichristos (-06)      |
| -  |      | A   | Cornelia Cernjul (-05)        |
| -  |      | A   | Nicole Permansson (-05)       |
| -  |      | ?   | Maya Ohlin Åkermark (-06)     |
| -  |      | ?   | Amanda Grahn (-07)            |

### Kända spelare i urval
- Ann Jansson (1973-1984)
- Lilie Persson (1983–1986, 1989–1996)
- Pia Sundhage (1986, 1990–1996)
- Kristin Bengtsson (1988-1996, 2008–2010)
- Ellen Gibson (2012–)
- Emma Jansson (2012-2015, 2018–2022)
- Hanna Folkesson (2020–2023)
- Anna Tamminen (2021–)
- Madelen Janogy (2021–2023)
- Jonna Andersson (2022–)

### Diamantbollen
Vid ett tillfälle har en Hammarbyare fått diamantbollen:
- 1995 - Kristin Bengtsson

### Årets Bajenspelare
Årets Bajenspelare är en webbomröstning på Hammarby IF Fotbolls webbplats. Vinnaren utses genom en omröstning på klubbens officiella hemsida.
- 2017: Emma Holmgren
- 2018: Olga Ekblom
- 2019: Emma Jansson
- 2020: Emma Jansson
- 2021: Madelen Janogy
- 2022: Matilda Vinberg
- 2023: Anna Tamminen

## Tränare

### Nuvarande ledarstab
Huvudtränare
- Martin Sjögren

Assisterande tränare
- William Strömberg

Övriga tränare
- Sofia Lundgren - Målvaktstränare
- Jesús Mateo Cortéz - Fystränare

Övrig personal
- Johan Lager - Sportchef
- Filippa Sparv - Fysioterapeut
- Emma Skarle – Fysioterapeut
- Frida Merrifield – Fysioterapeut
- Jill Buskas - Naprapat
- Raheb Muftee - Idrottpsykologisk rådgivare
- Jennifer Settergren - Läkare
- John Fransson – Team Manager
- Igor Kubát – Team Manager

### Huvudtränare
| - 1970-1975 Christer Molander - 1976 Wolfgang Cassebaum - 1977 Bert Nilsson - 1978-1981 Gunilla Paijkull - 1982-1984 Claes-Rune Sundberg - 1985-1986 Björn Husén - 1987-1988 Lennart Ljungqvist - 1989 Christer Molander, Dan Udén - 1990 (våren) Ann Jansson - 1990 (hösten) Dan Udén - 1991 Kjell Gustafsson - 1992-1993 Paul Balsom, Pia Sundhage - 1994 Pia Sundhage - 1995 (omgång 1-5) Billy Ohlsson - 1995 (omgång 6-11) Sun Axell - 1995 (omgång 12-22) Dan Udén - 1996 (omgång 1-11) Ulla Bjerkhaug | - 1996 (omgång 12-22) Christer Söderberg - 1997-1999 Thomas Dennerby - 2000 Tomas Turesson - 2001-2002 Christer Söderberg - 2003 En Perlskog - 2004 Anders Linderoth - 2005-2006 En Perlskog - 2007-2008 Anders Bengtsson - 2009 (omgång 1-16) Daniel Kalles-Pettersson - 2009 (omgång 17-22) Annelie Norén - 2010 Lars Pihl - 2011 Tino Katsoulakis - 2012-2015 Pär Lagerström - 2016-2017 Olof Unogård - 2018 (omgång 1-7) Ann-Helén Grahm - 2018-2019 Isak Dahlin - 2020-2023 Pablo Piñones-Arce - 2024- Martin Sjögren |

## Färger

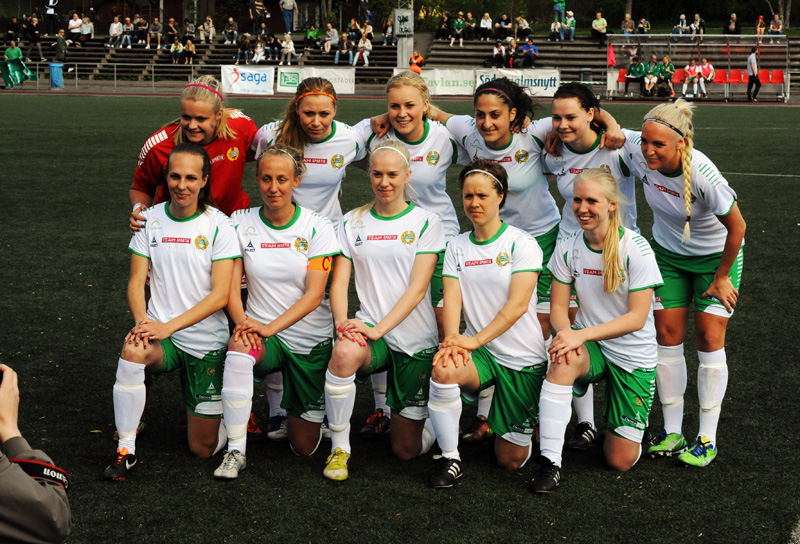
Startelvan inför en match mot Älta IF 2013

Hammarby IF spelar i grön och vit trikåer.
| Hammarby IF | Hammarby IF |

### Dräktsponsor
- 20??– Craft

### Trikåer
| ? · Hemmakit | ? · Hemmakit | ? · Hemmakit | ? · Hemmakit | 2021 · Hemmakit |

## Statistik

### Meriter
- Svenska mästare
  - SM-guld (2): 1985, 2023
- Damallsvenskan (1988-)
  - Segrare (1): 2023
  - Andra plats (1): 1995
- Högsta divisionens slutspel (inklusive Damallsvenskan) (1970-1992)
  - Segrare (1): 1985
  - Final (5): 1974, 1977, 1978, 1982, 1983
- Högstadivisionens regionala grundspel (1970-1987)
  - Segrare (7): 1975, 1978, 1981, 1982, 1983, 1985, 1986)
  - Andraplats (5): 1974, 1976, 1977, 1980, 1984
- Svenska cupen (1981-)
  - Segrare (4): 1994, 1995, 2023, 2025
  - Final (3): 1981, 1982, 1983
- Inofficiella Europacupen i Menton
  - Segrare (1): 1986
- Victoria cup (DM Stockholm) (1971-)
  - Segrare (17): 1974, 1975, 1978, 1979, 1980, 1981, 1982, 1983, 1984, 1985, 1986, 1987, 1998, 2003, 2006, 2010, 2015,

## Placering tidigare säsonger
| Säsong | Nivå | Liga           | Placering | Webbplats       | Notering                                    |
| ------ | ---- | -------------- | --------- | --------------- | ------------------------------------------- |
| 2003   | 1    | Damallsvenskan | 4         | [ 78 ]          |                                             |
| 2004   | 1    | Damallsvenskan | 5         | [ 79 ]          |                                             |
| 2005   | 1    | Damallsvenskan | 9         | [ 80 ] [ 81 ]   |                                             |
| 2006   | 1    | Damallsvenskan | 7         | [ 82 ] [ 83 ]   |                                             |
| 2007   | 1    | Damallsvenskan | 8         | [ 84 ] [ 85 ]   |                                             |
| 2008   | 1    | Damallsvenskan | 8         | [ 86 ] [ 87 ]   |                                             |
| 2009   | 1    | Damallsvenskan | 9         | [ 88 ] [ 89 ]   |                                             |
| 2010   | 1    | Damallsvenskan | 10        | [ 90 ] [ 91 ]   |                                             |
| 2011   | 1    | Damallsvenskan | 11        | [ 92 ] [ 93 ]   | Nedflyttad till Norrettan 2012              |
| 2012   | 2    | Norrettan      | 6         | [ 94 ]          |                                             |
| 2013   | 2    | Elitettan      | 4         | [ 95 ]          |                                             |
| 2014   | 2    | Elitettan      | 2         | [ 96 ]          | Uppflyttad till Damallsvenskan 2015         |
| 2015   | 1    | Damallsvenskan | 11        | [ 97 ] [ 98 ]   | Nedflyttad till Elitettan 2016              |
| 2016   | 2    | Elitettan      | 2         | [ 99 ] [ 100 ]  | Uppflyttad till Damallsvenskan 2017         |
| 2017   | 1    | Damallsvenskan | 7         | [ 101 ] [ 102 ] |                                             |
| 2018   | 1    | Damallsvenskan | 11        | [ 103 ] [ 104 ] | Nedflyttad till Elitettan 2019              |
| 2019   | 2    | Elitettan      | 3         | [ 105 ] [ 106 ] |                                             |
| 2020   | 2    | Elitettan      | 2         | [ 107 ]         | Uppflyttad till Damallsvenskan 2021         |
| 2021   | 1    | Damallsvenskan | 7         | [ 108 ] [ 109 ] |                                             |
| 2022   | 1    | Damallsvenskan | 5         | [ 110 ] [ 111 ] |                                             |
| 2023   | 1    | Damallsvenskan | 1         | [ 112 ]         | Svenska mästare för första gången på 38 år. |
| 2024   | 1    | Damallsvenskan | 3         | [ 113 ]         |                                             |